# Cláudio Santoro
Cláudio Franco de Sá Santoro (ur. 23 listopada 1919 w Manaus, zm. 27 marca 1989 w Brasílii) – brazylijski kompozytor, dyrygent i skrzypek.

## Życiorys
Studiował w konserwatorium w Rio de Janeiro u Eduardo Guerry (skrzypce), Nadina Lacaza de Barrosa (harmonia) i Augusto de Freitasa Lopesa Gonçalvesa (muzykologia). Uczył się też kompozycji u Hansa-Joachima Koellreuttera. Występował jako kameralista i solista. Wraz z Koellreutterem założył grupę oraz czasopismo Música Viva. W 1946 roku otrzymał stypendium Fundacji Pamięci Johna Simona Guggenheima. W 1947 roku wyjechał do Paryża, gdzie był uczniem Nadii Boulanger i Eugène’a Bigota. Od 1950 roku był pierwszym skrzypkiem Orquestra Sinfônica Brasileira. Od 1956 roku dyrektor artystyczny Rádio Ministério de Eduação e Cultura w Rio de Janeiro. Organizator wydziału muzycznego Universidade de Brasília, którym kierował w latach 1962–1965 i od 1978 roku. W latach 1968–1969 był dyrektorem muzycznym Teatro Novo w Rio de Janeiro. W sezonie 1966/1967 przebywał jako artysta rezydent Künstlerprogramm w Berlinie. Od 1970 do 1978 roku wykładał kompozycję i dyrygenturę w Staatliche Hochschule für Musik und Darstellende Kunst Mannheim. Występował jako dyrygent w krajach Ameryki Południowej i Europy. Od 1979 roku mieszkał w Brasílii, gdzie kierował założoną przez siebie orkiestrą Teatro Nacional de Brasília.

## Twórczość
We wczesnej fazie twórczości uprawiał muzykę atonalną, bardzo szybko zaadaptował technikę dodekafoniczną. Pod koniec lat 40. zaczął szukać inspiracji w brazylijskiej muzyce ludowej i popularnej, przez pewien czas pisał w stylu bardziej przystępnym dla szerszej publiczności. W latach 60. powrócił jednak do dodekafonii, zaczął wykorzystywać technikę aleatoryczną i notację graficzną, interesował się też muzyką elektroakustyczną.

## Ważniejsze kompozycje
(na podstawie materiałów źródłowych)

### Utwory orkiestrowe
- 14 symfonii (I 1940, II 1945, III 1949, IV „Da paz” 1945, V 1956, VI 1963, VII „Brasília” 1960, VIII 1963, IX 1982, X 1982, XI 1984, XII 1985, XIII 1986, XIV 1987)
- 2 koncerty na orkiestrę kameralną (I ze skrzypcami obbligato 1941, II 1988)
- Imprassões de uma usina de aço (1942, 2. wersja 1946)
- Wariacje (1945)
- Ponteio na smyczki (1945)
- 2 koncerty skrzypcowe (1951, 1958)
- Chôro na saksofon i orkiestrę (1952)
- 3 koncerty fortepianowe (1953, 1959, 1960)
- Abertura tragica (1958)
- Koncert wiolonczelowy (1961)
- Interações assintóticas (1969)
- Concerto grosso na kwartet smyczkowy i orkiestrę (1980)
- Suite Brasília Ano 1 (1986)
- Koncert altówkowy (1988)

### Utwory kameralne
- 5 sonat na skrzypce i fortepian (1940–1957)
- Trio smyczkowe (1941)
- Sonata na flet i fortepian (1941)
- 7 kwartetów smyczkowych (1943–1965)
- 4 sonaty na wiolonczelę i fortepian (1943–1963)
- Sonata na obój i fortepian (1943)
- Sonata na trąbkę i fortepian (1946)
- Diagrammas cíclicos na fortepian i perkusję (1966)
- Antistruktur na harfę i wiolonczelę (1970)
- Kwartet dęty (1980)
- Sonata na altówkę i fortepian (1982)

### Utwory fortepianowe
- Sonata (1942)
- 5 sonat (1945–1988)
- 2 Dancas brasileiras (1951)
- Toccata (1954, 2. wersja 1984)
- Intermitências I (1967)
- 25 preludiów (1957–1963)

### Utwory na taśmę
- Aleatórios I–III (1966–1967)
- Etiuda (1976)
- Mutationen I–XII na różne instrumenty i taśmę (1968–1976)
- Ciclo Brecht na głos, fortepian, taśmy, syntezator i przetworzenia elektroakustyczne (1972–1975)
- Bodas sem Figaro na 7 instrumentów i syntezator (1976)

### Utwory chóralne
- Ave Maria (1978)
- Gazela frêmito (1986)

### Utwory wokalno-instrumentalne
- Ode a Stalingrado (1947)
- oratorium Berlin, 13 de agôsto na narratora, chór i orkiestrę (1962)
- Agrupamento a 10 na głos i orkiestrę kameralną (1966)
- Missa a 6 vozes na głosy solowe, chór i orkiestrę (1983)
- oratorium Estatutos do Homem (1984)
- Requiem para JK na głosy solowe, chór i orkiestrę (1986)

### Balety
- A fábrica (1947)
- Anticocos (1951)
- O café (1953)
- Icamiabas (1959)
- Zuimaaluti (1960)
- Prelúdios (1962)

### Opera
- Alma, libretto kompozytora (1984)